# Володар минулого
«Володар минулого» (англ. Past Master) – науково-фантастичний роман Р. А. Лафферті, вперше опублікований в 1968 році. Роман розповідає про спробу майбутнього утопічного суспільства запобігти власному занепаду, перенісши сера Томаса Мора у 2535 рік.
Роман добре сприйняли критики, він був номінований на премію «Неб'юла» у 1968 році та  премію «Г'юго» у 1969 році. Загалом цей роман зараховують до Нової хвилі наукової фантастики.

## Сюжет
Дія роману «Володар минулого» відбувається у 2535 році у світі Астроб – утопічної земної колонії, яку називають Золотим Астробом, «третім шансом людства» після падіння як Старого, так і Нового Світу на Землі. Попри ідеалістичні наміри, він зазнає морального та соціального занепаду, що може стати нищівним як для Астробу, так і для людської раси загалом.
У спробі врятувати свою цивілізацію, яка гине, її лідери використовують подорожі в минуле, щоб забрати сина Томаса Мора (обраного завдяки його чудовим знанням у галузі права і моральним якостям) незадовго до його смерті в 1535 році та зробити президентом Астробу. Більшість подій роману пов'язані з одним   питанням – чи зможе астробійське суспільство вижити. При цьому Томас Мор у пошуках відповідей спирається на власний роман «Утопія». Таке рішення незабаром призводить до конфлікту, внаслідок якого позаземні сили руйнують Астроб. Водночас Томас Мор вступає у конфронтацію з лідерами суспільства, які вважали його звичайною маріонеткою.

## Відгуки критиків
Роман загалом був схвально сприйнятий критиками, які відзначили і його стиль, і, власне, сюжет. Р. Д. Маллен зауважив, що «стиль прози є бестерівським, а кожну сторінку приємно читати, проте техніка оповіді є ванвогтівською не лише через те, що вона піротехнічна, але й через байдужість до причинно-наслідкового викладу, і це, можливо, не найкраща техніка для цієї теми». Джудіт Мерріл відзначила «Володаря минулого» як «складну, витончену, барвисту та надзвичайно вишукану книжку», сказавши: «Лафферті причаровує мене гумором, гнівом і любов'ю, а також непередбачуваним кутом зору та сприйняттям, але насамперед, я підозрюю, його музикою слів».
Альгіс Будріс розкритикував книгу, оскільки не вважав її достатньо довгою для викладу всіх ідей Мора, але зробив висновок: «Приємно бачити, як пишуть такі речі». П. Шуйлер Міллер заявив, що роман показав Лафферті «як письменника-спадкоємця Кордвайнера Сміта, але він завжди залишається сам собою – більш жахливим, більш загадковим, з більш неоднорідним гумором. Олексій Паншин побачив Володаря минулого «ексцентричним, своєрідним, незвичайним шедевром», сказавши, що: «він має всі звичайні кольори Лафферті та піраміду маніакальних вигадок», а також підіймає «найреальнішу проблему духовної агонії, яку лиш бачили в науковій фантастиці».

## Видання роману
- Lafferty, R.A. (1968) [1968]. Past Master (вид. First). New York, USA: Ace Books. с. 191 pages. OCLC: 10835111.
- Lafferty, R.A. (1968) [1968]. Past Master. New York, USA: Ace Books. с. 248 pages. OCLC: 3838861.
- Lafferty, R.A. (1968). Past Master (paperback) (вид. Reprint of Ace edition as part of The Garland library of science fiction). New York, USA: Garland Pub. с. 191 pages. ISBN 0-8240-1421-9. OCLC 1693870.
- Lafferty, R.A. (1968) [1968]. Past Master (softcover) (вид. Reprint of first Ace Books?). London, England: Rapp & Whiting. с. 191 pages. OCLC: 17697.
- Lafferty, R.A. (1970) [1968]. Past Master. London, England: Science Fiction Book Club. с. 191 pages. OCLC: 2014876.
- Lafferty, R.A. (1981) [1968]. Astrobe, der goldene planet (paperback) (German)  (вид. Deutsche erstausgabe). München; Zürich: Droemer Knaur. с. 207 pages. OCLC: 70117779.
- Lafferty, R.A. (1982) [1968]. Past Master (softcover) (вид. Ace reprint). New York, USA: Ace Books. с. 248 pages. ISBN 0-441-65303-0. OCLC 8713622.
- Lafferty, R.A. (1993) [1968]. Tomasu Moa no daiboken: pasuto masuta (paperback) (Japanese) . Inoue, Hiroshi,; 1954- (translator) (вид. Shohan; part of the Seishinsha bunko series). Tokyo: Seishinsha. с. 379 pages. ISBN 4-87892-030-0. OCLC 50672738.
- Lafferty, R.A. (1999) [1968]. Past Master (вид. Wildside reprint). Berkeley Heights, New Jersey, USA: Wildside Press. с. 248 pages. ISBN 1-880448-99-8.